# Il geloso ravveduto
Il geloso ravveduto è un'opera in due atti di Saverio Mercadante, su libretto di Bartolomeo Signorini. La prima rappresentazione ebbe luogo al Teatro Valle di Roma nell'autunno del 1820.
Gli interpreti della prima rappresentazione furono:
| Personaggio             | Interprete          |
| ----------------------- | ------------------- |
| Il colonnello Stipetich | Carlo Zucchelli     |
| Ivan Tommaso            | Nicola Tacci        |
| Giulietta               | Giustina Casagli    |
| Il maggiore Federico    | Amerigo Sbigoli     |
| Brindau Jure            | Giovanni Puglieschi |
| Contessa                | Agnese Loyselet     |

## Struttura musicale
- Sinfonia

### Atto I
- N. 1 - Introduzione Allo squillo di tromba guerriera (Coro, Contessa, Colonnello, Brindau)
- N. 2 - Cavatina di Federico Trova il cor il suo contento
- N. 3 - Duetto fra Federico ed il Colonnello Sul labbro mio vermiglio
- N. 4 - Cavatina di Giulietta Geloso lo sposo
- N. 5 - Terzetto fra Ivan, Giulietta e Federico Sola sola in quella casa!
- N. 6 - Aria della Contessa Vederla felice
- N. 7 - Sestetto La più vaga, e più avvenente (Federico, Colonnello, Contessa, Coro, Giulietta, Ivan, Brindau)
- N. 8 - Duetto fra Ivan e Giulietta Per tua colpa bricconcella
- N. 9 - Coro, Aria del Colonnello e Finale I Pronti al tuo ceno scorgici - Fra quelle ombrose piante - Fermi tutti, bribanti, tremate (Coro, Colonnello, Federico, Giulietta, Ivan, Contessa)

### Atto II
- N. 10 - Coro ed Aria di Ivan Quello è il Carcere a voi destinato - Aguzzino, se il permetti (Coro, Ivan, Brindau)
- N. 11 - Duetto fra Giulietta e Federico Senza il mio caro Sposo
- N. 12 - Aria del Colonnello Che mai giova l'avere una Moglie (Colonnello, Coro)
- N. 13 - Aria di Brindau Pria di fare il Matrimonio
- N. 14 - Duetto fra il Colonnello ed Ivan Guai ribaldo, se la trovo
- N. 15 - Coro e Quartetto Ecco il reo! Che penserà - Di cangiare in van sperate (Coro, Colonnello, Federico, Giulietta, Ivan)
- N. 16 - Aria Finale di Giulietta Fervidi voti l'anima (Giulietta, Ivan, Federico, Colonnello, Contessa, Brindau, Coro)